# الحرية المكبلة
الحرية المكبلة هو فيلم جريمة صدر في سنة 2002. من بطولة ليندا فيورنتينو وويسلي سنايبس. ومن تأليف وإخراج كاري سكوجلاند. تم تصنيف الفيلم باعتباره من الأفلام المحظور مشاهدتها لمن هم أقل من 17 عاما، نظراً لما يتضمنه من عنف شديد وألفاظ بذيئة.
يشارك في بطولة الفيلم، الذي تبلغ مدة عرضه 92 دقيقة، كل من ويسلي سنايبز في دور جو، وليندا فيورنتينا في دور ليبرتي والاس، ومارتن كامنز في دور راسل وليامز، وتانيا ألين في دور ماي، وهارت بوشنر في دور هانك ويلفورد، وفولفيو سيسير في دور بيرت ماكجافرن، وجريجوري كالباكس في دور فينس، وتيري تشين في دور توم، وأوليفر بلات في دور فيكتور.

## القصة
تبدأ أحداث الفيلم خلال أحد الأيام الرائعة في حياة البطلة الجميلة ليبرتي والاس (ليندا فيورنتينا)، التي لا تعلم مطلقا أنه ربما يكون يومها الأخير في هذه الحياة الدنيوية. وتتسم ليبرتي بالذكاء الحاد والإثارة وتتولى إدارة إحدى شركات تجارة الأسلحة مع زوجها؛ وتتوجه خلال هذا اليوم لمشاهدة العرض الأخير الذي يقدمه عشيقها بأحد مسارح وسط مدينة لوس أنجلوس.
وفي الطريق، تتوقف ليبرتي أمام أحد منافذ بيع النقانق في الميدان المزدحم بوسط المدينة أمام المسرح الذي يتم به العرض مباشرة؛ وسرعان ما تتلقى ليبرتي رسالة مروعة على هاتفها الجوال تجعلها تصاب بالذعر، حيث يخبرها رجل يدعى جو (ويسلي سنايبز) أنه قد وضع إشارة على رقم هاتفها الجوال وأن تلك الإشارة تتصل بقنبلة موجودة بالمتجر. وإذا ما نفذ الشحن ببطارية الهاتف، سوف يقع انفجار مدوي. ولا يبقى سوى 90 دقيقة فقط لحين انتهاء شحن البطارية.
وفي غضون ذلك، يجلس راسل (مارتن كامنز) بغرفة خلع الملابس بالمسرح عاجزا، حيث قام جو بتقييده بأحد المقاعد ووضع قنبلة أخرى تنفجر بجوار رأسه في حالة حدوث أي حركة. ولا يستطيع راسل المصاب بالذعر الشديد أن ينطق بكلمة واحدة حينما يطرق مدير المسرح بابه. ويكتظ المسرح بالجمهور ويوشك عرض المسرحية على البدء.
وتجري ليبرتي، أثناء تواجدها بمتجر النقانق، أهم مكالمة هاتفية في حياتها، حيث يعلن جو عن مطالبه. فقد تم قتل ابنته الصغيرة خلال تبادل لإطلاق النيران بإحدى ساحات المدارس؛ ويريد جو أن يتم إجراء مناقشة عامة للتعديل الثاني ويريد أن تقوم ليبرتي بالكشف عن كبار مسؤولي الحكومة المتورطين بصفقات تجارة الأسلحة غير المشروعة.
ويبلغها جو أن البندقية ذات التكنولوجيا المتطورة التي يحملها ويصوبها تجاهها قد تم شراؤها من الشركة المملوكة لها. ويتصل جو بفكتور (أوليفر بلات) زوج ليبرتي كي يخطره بتفاصيل الموقف.
وبينما يصل رجال الإعلام والشرطة إلى مسرح الحادث، يبدأ جو في اتخاذ بعض الإجراءات المروعة. وحينما تحاول ليبرتي التعامل مع الكابوس المزعج الذي يحيط بها، تضطر أيضا إلى التفكير في أسلوب الحياة الذي كانت تعيشه. وعندما توشك على التعرض للموت المحدق، تكتشف أخيرا حقيقة وجودها في هذه الحياة.

## الميزانية والإيرادات
بلغت تكلفة إنتاج الفيلم حوالي 11,000,000 دولار.

## وصلات خارجية
- الحرية المكبلة على موقع IMDb (الإنجليزية)
- الحرية المكبلة على موقع روتن توميتوز (الإنجليزية)
- الحرية المكبلة على موقع نتفليكس (الإنجليزية)
- الحرية المكبلة على موقع ألو سيني (الفرنسية)
- الحرية المكبلة على موقع أول موفي (الإنجليزية)
- الحرية المكبلة على موقع فيلمافينيتي (الإسبانية)
- الحرية المكبلة على موقع قاعدة بيانات الفيلم (الإنجليزية)
- الحرية المكبلة على موقع ليتربوكسد (الإنجليزية)
- الحرية المكبلة على موقع كينوبويسك (الروسية)